# Coll Virolet
El Coll Virolet (anomenat també Coll Urdiol Virolat), és una collada de la serra del Verd situada a 1.854,3 m. d'altitud entre la Roca d'en Carbassa i el Coll Veís. Hi passa la línia divisòria que separa els municipis de la Coma i la Pedra (al sud) i de Josa i Tuixén (al nord). Hi arriba una pista pel vessant nord que mena al prat de les Eugues.